# Кузнецов, Алексей Глебович
Алексе́й Гле́бович Кузнецо́в (14 мая 1941 года, Москва — 5 июля 2023, Москва) — советский и российский актёр, режиссёр, театральный педагог, профессор кафедры сценической речи Театрального института им. Бориса Щукина, заслуженный артист РСФСР (1985), заслуженный деятель искусств Российской Федерации (2010).

## Биография
Родился 14 мая 1941 года в Москве. В 1964 году окончил театральное училище (вуз) им. Б. В. Щукина (педагог — А. А. Орочко) и в том же году был принят в труппу Государственного академического театра им. Е. Вахтангова, где работал более 55 лет, до конца жизни. Обладал хорошими вокальными данными и владел игрой на гитаре.
В кино дебютировал в 1954 году в фильме «Аттестат зрелости», с тех пор сыграл более тридцати киноролей в кино и на телевидении, в том числе главную роль в фильме «Зелёный огонёк». Наибольшей известностью среди киноролей Кузнецова пользуется роль английского герцога Бекингэма в трёхсерийном музыкальном фильме 1978 года «Д’Артаньян и три мушкетёра». Режиссёр картины Георгий Юнгвальд-Хилькевич сказал об этой работе следующее: «К чести Алексея Кузнецова следует заметить, что из него получился прекрасный Бекингэм. Это один из моих любимых образов». В памяти многих зрителей Кузнецов известен как Кирсанов-старший из фильма «Отцы и дети». Среди последних киноработ — роли в картинах «Брак по завещанию» и «Обрыв».
В 1967 году был приглашён на кафедру мастерства актёра в качестве преподавателя, а в 1995 году — на кафедру сценической речи Театрального института имени Бориса Щукина педагогом по художественному чтению.
Озвучивал некоторые роли и в компьютерных играх, таких как «Heroes of Might and Magic V», «World of Warcraft: Wrath of the Lich King», «Lionheart: Legacy of the Crusader», «The Elder Scrolls V: Skyrim». Ученики Кузнецова А. Пискунов, А. Олешко, С. Бурунов, Дм. Пахомов, Д. Шевченко и др. неоднократно становились победителями Межвузовского конкурса чтецов имени Я. М. Смоленского и Всероссийского студенческого конкурса чтецов имени В. Н. Яхонтова (Санкт-Петербург).
Скончался 5 июля 2023 года на 83-м году жизни. Похоронен на Троекуровском кладбище.

## Семья
- Мать — актриса Ольга Германовна Ленская (19 сентября 1909 — 6 декабря 1976). В 1925 году окончила студию при Московском театре импровизации «Семперантэ».
- Отец — Глеб Петрович Кузнецов (11 февраля 1903 — 29 сентября 1966). В 1928 году окончил актёрское отделение ГТК. Участник Великой Отечественной войны. С 1945 года — директор картин киностудии «Мосфильм». Начальник съёмочной бригады в фильме «Карьера Рудди» (1934).
- Брат — Александр Кузнецов (31 марта 1930—1998), художник. В 1957 году окончил Высшее художественно-промышленное училище (бывшее Строгановское). С 1961 года — художник-постановщик киностудии «Мосфильм»[1].

## Роли в театре
- Колоджеро («Великая магия» — Филиппо Э.)
- Моцарт («Моцарт и Сальери» — Пушкин А. С.)
- Роланд («Девушка-гусар» — Кони Ф. А.)
- Труффальдино («Принцесса Турандот» — Гоцци К.)
- Филипп («Серебряный бор» — Эдлис Ю.)
- Эдмонд («Дамы и гусары» — Солин Л.)

## Режиссёрские работы в театре
- Над пьесой «Артём» с А. И. Ремизовой.
- Над пьесой «Старые стены» с А. И. Ремизовой.
- Над пьесой «Выбор» А.Арбузова с Л. В. Варпаховским.
- Над пьесой М.Крлежа «Господа Глембаи» с М.Беловичем.
- Над пьесой Э.де Филиппо «Великая магия» с М.Беловичем.
- Над пьесой Ф.Бордоне «Последние луны» с Р.Туминасом
- «Два часа в Париже» — постановка[13]

## Режиссёрские работы на телевидении
- М.Горький «Женщина с голубыми глазами» — сценарий и постановка
- И.Тургенев «Антропка» — постановка
- Марк Захаров «600 таллеров» — постановка[13]

## Роли в кино и на телевидении
| Год  |    | Название                                    | Роль                                                      |
| ---- | -- | ------------------------------------------- | --------------------------------------------------------- |
| 1954 | ф  | Аттестат зрелости                           | Олег, младший брат Валентина                              |
| 1964 | ф  | До свидания, мальчики!                      | Алексей Переверзев, секретарь комсомола                   |
| 1964 | ф  | Зелёный огонёк                              | Сергей Кузнецов, таксист                                  |
| 1965 | ф  | Дети Дон Кихота                             | таксист («Кого родил-то, папаша?»)                        |
| 1965 | ф  | Война и мир. Фильм 1-й: «Андрей Болконский» | офицер                                                    |
| 1970 | ф  | Крутой горизонт                             | Имя персонажа не указано                                  |
| 1972 | ф  | За всё в ответе                             | водитель на автозаправке                                  |
| 1974 | ф  | Гончарный круг                              | Василий                                                   |
| 1977 | тф | Личное счастье                              | Никита Мелков, депутат горсовета                          |
| 1978 | тф | Д’Артаньян и три мушкетёра                  | герцог Бекингэм                                           |
| 1983 | тф | Отцы и дети                                 | Николай Петрович Кирсанов                                 |
| 1985 | ф  | Змеелов                                     | Олег Белкин, уволенный из министерства приятель Митрича   |
| 1987 | ф  | Очи чёрные                                  | господин из свиты предводителя дворянства                 |
| 1990 | тф | Анютины глазки и барские ласки              | Нарцисс Мотыльков, кузен барыни                           |
| 1993 | с  | Мелочи жизни                                | Анри Сергеевич (Анруша), продажный журналист (29-я серия) |
| 2001 | с  | На углу, у Патриарших-2                     | Евгений Ростиславович Коробов                             |
| 2004 | ф  | Па                                          | Дмитрий, врач, друг Глеба                                 |
| 2006 | с  | Обрыв                                       | Тит Никоныч                                               |
| 2009 | с  | Брак по завещанию                           | Карген Уолтерс, адвокат Теренса Харпера                   |
| 2022 | ф  | Французский мастер                          | Василий Степанович Прозоров, отец Петра и Аглаи, учёный   |

## Озвучивание

### Мультфильмы
- 2009 — День рождения Алисы — пастух / диктор

### Компьютерные игры
- 2006 — The Longest Journey[14] — Тобиас Гренсрет

## Компакт-диски
- И. С. Тургенев «Жизнь после смерти» (аудиокнига)
- И. С. Тургенев «Песнь торжествующей любви» (аудиокнига)
- Н. В. Гоголь «Портрет» (аудиокнига)
- Дж. Фаулз «Башня из чёрного дерева» (аудиокнига)[8]
- Два часа в Париже не считая антракта (аудиоспектакль)

## Награды и звания
- Орден Дружбы (10 сентября 2021) — за большой вклад в развитие отечественной культуры и искусства, многолетнюю плодотворную деятельность[15].
- Медаль «За веру и добро» (2017, Кемеровская область) — за значительный вклад в сохранение и приумножение ценностей театрального и киноискусства, верное служение своему профессиональному долгу, уникальный талант, богатый творческий потенциал, высочайшую самоотдачу, веру в добро и любовь к жизни[16].
- Заслуженный артист РСФСР (29 октября 1985) — за заслуги в области советского театрального искусства[17]
- Заслуженный деятель искусств Российской Федерации (12 октября 2010) — за заслуги в области искусства[3][10][18]
- Благодарность Правительства Российской Федерации (24 апреля 2008) — за активную и плодотворную работу в деле пропаганды русского языка, русской литературы и культуры[19]